# 성하국
성하국(成夏國, 1846년 음력 4월 2일 ~ 1915년 양력 2월 24일)는 대한제국의 관료 출신으로 일제 강점기에 조선총독부 중추원 부찬의를 지냈다.

## 생애
1897년부터 탁지부 주사로 근무하는 등 대한제국 관리를 지냈다. 1907년에는 정3품의 탁지부 서기관으로 승진하였다. 1909년부터는 대신관방 회계과에 근무하는 등 재무 부문을 담당하는 관료였다.
한일 병합 조약 체결 1년 후인 1911년에 중추원 부찬의에 임명되어 1915년 사망할 때까지 재직했고, 1912년에는 일본 정부로부터 한국병합기념장을 받았다.
2002년 민족정기를 세우는 국회의원모임이 발표한 친일파 708인 명단, 2008년 민족문제연구소에서 친일인명사전에 수록하기 위해 정리한 친일인명사전 수록예정자 명단, 2006년 친일반민족행위진상규명위원회가 조사 발표한 친일반민족행위 106인 명단에 모두 포함되었다.

## 같이 보기
- 조선총독부 중추원

## 참고자료
- 친일반민족행위진상규명위원회 (2006년 12월). 〈성하국〉 (PDF). 《2006년도 조사보고서 II - 친일반민족행위결정이유서》. 서울. 347~349쪽쪽. 발간등록번호 11-1560010-0000002-10. 2007년 10월 8일에 원본 문서 (PDF)에서 보존된 문서. 2007년 6월 23일에 확인함.